# Шабан баба тюрбе
Шабан баба тюрбе (на македонска литературна норма: Шабан баба турбе; на турски: Şaban Baba türbe) е тюрбе, разположено в двора на Хункяр джамия, най-старата запазена джамия в град Дебър, Северна Македония.
Тюрбето е от типа отворени тюрбета с осмоъгълна основа. Многоъгълните стълбове на тюрбето са свързани помежду си със засвoдени дъги. Тюрбето е изградено от добре обработени квадратни каменни блокове, което говори за статуса на погребаните в него личности. В тюрбето са разположени два гроба. От надписа на единия се разбира, че принадлежи на Шабан баба, но няма данни за времето на изграждане. Според стилистичните характеристики е построено към XVIII или в началото на XIX век – време, в което е изградено Каплан паша тюрбе в Тирана, което притежава същите стилови и архитектурни особености. Тюрбето, както и начинът на изграждане на минарето на Хункяр джамия, говорят за възможното съществуване на по-стар култов обект на това място.